# 182 (tal)
182 är det naturliga talet som följer 181 och som följs av 183.

## Inom vetenskapen
- 182 Elsa, en asteroid

## Inom matematiken
- 182 är ett jämnt tal.
- 182 är ett rektangeltal.
- 182 är ett Ulamtal.
- 182 är ett palindromtal i det Ternära talsystemet.